# Chennai Central
Chennai Central – stacja kolejowa w Ćennaju, w stanie Tamil Nadu, w Indiach. Jest największą stacją kolejową w mieście. Znajduje się tu 7 peronów.